# Atban Klann
The Atban Klann, (A Tribe Beyond a Nation o Tribe Nation) fue un grupo de Hip-Hop formado por Will 1X y apl.de.ap, con colaboradores de lujo como Mookie Mook, DJ Motiv8 y Dante Santiago. Atban Klann firmaron con la discográfica Ruthless Records. Este grupo es considerado por muchos como la banda pre-Black Eyed Peas, ya que dos de sus componentes, Will 1X y apl.de.ap fueron los pioneros en formar la banda, a la que en 1995 se integraría Taboo, cambiando su nombre por el de Black Eyed Peas.

## Biografía
Este dúo se creó en 1989, como un grupo de hip-hop, principalmente bailarines, pero poco a poco fue convirtiéndose también en raperos de la calle, en Los Ángeles, California, Estados Unidos. Hasta 1992 no tuvieron actividad en los estudios de música, cuando fueron descubiertos por Eazy-E. El dúo firmó con Ruthless Records en 1992 e hicieron su debut en el álbum de Eazy-E, 5150: Home 4 tha Sick en la canción titulada, Merry Muthaphuckkin' Xmas. Después, muy pronto, grabarían su álbum de debut Grass Roots que se pensó lanzar al mercado el 6 de octubre de 1992, pero nunca fue puesto a la venta, aunque del mismo se lanzó el sencillo Puddles of H2O. Este dúo se mantuvo con Ruthless records hasta la muerte de Eazy-E en 1995, principal productor y componente invitado en el álbum Grass Roots. Will 1X cambió entonces su nombre artístico al de Will.I.Am y Atban Klann agregó a Taboo transformando el nombre del grupo en The Black Eyed Peas.

## Discografía
- 1992: Grass Roots

## Sencillos
- 1994: Puddles of H2O